# ان‌جی‌سی ۶۲۲۱
ان‌جی‌سی ۶۲۲۱ (انگلیسی: NGC 6221) نام یک کهکشان است.